# NGC 6194
NGC 6194 est une galaxie elliptique (ou lenticulaire ?) relativement éloignée et située dans la constellation d'Hercule. Sa vitesse par rapport au fond diffus cosmologique est de 9 322 ± 3 km/s, ce qui correspond à une distance de Hubble de 137,5 ± 9,6 Mpc (∼448 millions d'al). NGC 6194 a été découverte par l'astronome britannique John Herschel en 1827.
À ce jour, une mesure non basée sur le décalage vers le rouge (redshift) donne une distance d'environ 92,200 Mpc (∼301 millions d'al). Cette valeur est nettement à l'extérieur mais compatible avec les valeurs de la distance de Hubble.